# Terry Zwigoff
Terry Zwigoff (Appleton, Wisconsin, 18 de mayo de 1949) es un director de cine estadounidense. Conocido por sus dos populares películas de bajo presupuesto, ambas surgidas del mundo de los cómic underground (o alternativos): el documental Crumb (1994), acerca de Robert Crumb, figura de los cómics underground; y Ghost World (2001), una adaptación al cine del cómic del mismo nombre escrito por Daniel Clowes. A menudo sus trabajos incluyen personajes inadaptados, antihéroes y temáticas como la alienación. Zwigoff ganó el Grand Jury Prize en el Festival de Cine de Sundance por Crumb y fue nominado a los Premios Óscar por el guion de Ghost World.

## Carrera
Zwigoff nació en Appleton, Wisconsin, en una familia judía de granjeros. Criado en Chicago, se mudó a San Francisco en los años 1970, donde conoció a Robert Crumb, quien compartía su interés por la música folclórica estadounidense de la pre-guerra. A los 22 años aprendió a tocar el violonchelo y la mandolina, y se unió a la banda de cuerdas de Crumb, llamada R. Crumb & His Cheap Suit Serenaders, con quienes realizó varias grabaciones.
Zwigoff empezó su carrera en el cine haciendo documentales. En 1978 encontró accidentalmente una extraña grabación de un desconocido músico de Chicago de los años 1920, Zwigoff (coleccionista de discos además de músico) comenzó un trabajo de investigación sobre la vida de ese músico que duraría dos años. El resultado fue su primer documental: Louie Bluie (1985), estrenado en el Festival de Cine de Sundance, sobre el misterioso músico de cuerdas y blues, Howard Armstrong.
En 1994 se estrenó Crumb, un elogiado documental sobre Robert Crumb y sus dos hermanos. Ganó el Grand Jury Prize en Sundance, el premio DGA, el NYFCC, el LAFCA y el NSFC. Además, el crítico Gene Siskel nombró a Crumb la mejor película de 1995, al igual que otros diez críticos importantes. Forma parte de más de 150 listas de las 10 mejores películas según los críticos. Cuando Crumb no fue nominada al Oscar, hubo una protesta por parte de los medios de comunicación que forzó a la Academia a hacer modificaciones en el proceso de nominación de documentales, el cual previamente era dominado por los distribuidores de los documentales.
El primer trabajo de ficción de Zwigoff fue la comedia dramática Ghost World (2001), basada en el cómic del mismo nombre. Por esta película, Zwigoff y el coescritor Daniel Clowes fueron nominados al Oscar en la categoría Mejor guion adaptado y ganaron el premio Independent Spirit. Ghost World también fue nominada a dos Globo de Oro (Thora Birch y Steve Buscemi) y dos AFI. USA Today y The Washington Post la nombraron la mejor película del año. Ghost World apareció en más de 150 listas top 10.
La siguiente película que dirigió fue la comedia de humor negro Bad Santa (2003), protagonizada por Billy Bob Thornton (nominado el Globo de Oro por su papel). La película fue realizada con 23 millones de dólares y recaudó 76 millones en todo el mundo.
A continuación realizó Art School Confidential, que contó con figuras conocidas como John Malkovich, Jim Broadbent y Anjelica Huston. Art School Confidential fue la segunda colaboración de Zwigoff con el escritor Daniel Clowes y estuvo ambientada en una escuela de arte, la historia atrajo a Zwigoff por su «imperfecto protagonista, ambigüedad moral, obsesión y la naturaleza del arte». La película no fue tan bien recibida como Ghost World y según el director «casi termina para siempre» con su carrera, pero agregó: «Para mí no es tan mala. Al menos comparada con el resto de la mierda que hay por ahí». Asimismo, recibió una propuesta para dirigir Juno pero rechazó el proyecto desde el inicio al percibirlo como «una versión retardada de Ghost World».
Durante los años posteriores Zwigoff trabajó en múltiples proyectos que no llegaron a concretarse debido a la falta de financiación, entre ellos una adaptación de una novela francesa que escribió para Johnny Depp y una adaptación de la novela Maximum Bob de Elmore Leonard. También estuvo cerca de dirigir Edward Ford, un filme que iba a ser protagonizado por Michael Shannon, y Lost Melody, una película que también coescribió y que incluía a Fred Armisen y Nicolas Cage. «La industria del cine ha cambiado en los últimos diez años», afirmó el director en una entrevista en 2017 y agregó: «Actualmente es muy difícil encontrar inversores para filmes de bajo y mediano presupuesto». En 2017 presentó Budding Prospects, un piloto para Amazon Video coescrito junto a Melissa Axelrod y basado en la novela del mismo nombre.

## Filmografía
| Año  | Título                  | Director | Guionista | Productor | Notas      |
| ---- | ----------------------- | -------- | --------- | --------- | ---------- |
| 1985 | Louie Bluie             | Sí       | No        | Sí        | Documental |
| 1994 | Crumb                   | Sí       | No        | Sí        | Documental |
| 2001 | Ghost World             | Sí       | Sí        | No        |            |
| 2003 | Bad Santa               | Sí       | No        | No        |            |
| 2006 | Art School Confidential | Sí       | No        | No        |            |
| 2017 | Budding Prospects       | Sí       | No        | Sí        | Piloto     |

## Premios y distinciones
Premios Óscar
| Año  | Categoría            | Película    | Resultado |
| ---- | -------------------- | ----------- | --------- |
| 2002 | Mejor guion adaptado | Ghost World | Nominado  |